# Quinto stato
Quinto stato è il terzo album degli Arti e Mestieri, pubblicato dalla Cramps Records nel 1979. Il disco fu registrato allo Studio GV di Torino, Italia, eccetto Mercato e Sui tetti incisi al Minirec Studio.

## Tracce
1.ª Parte
Lato A
1. Quinto stato (emarginato) – 4:35 (Arti e Mestieri (testi), Claudio Montafia (musica))
2. Vicolo – 3:20 (Claudio Montafia (musica), Marco Gallesi (musica))
3. Arterio (sclerosi) – 3:08 (Arti e Mestieri (testi), Claudio Montafia (musica))
4. Torino nella mente – 4:55 (Marco Cimino (musica))

2.ª Parte
Lato B
1. Mercato – 5:25 (Arturo Vitale (musica))
2. D'essay – 3:15 (Arti e Mestieri (testi), Marco Cimino (musica))
3. Arti – 2:25 (Claudio Montafia (musica))
4. Sui tetti – 6:05 (Arturo Vitale (musica))

## Musicisti
Quinto stato (emarginato)
- Gigi Venegoni - chitarra elettrica
- Claudio Montafia - chitarra solista
- Rudy Passuello - voce
- Marco Cimino - pianoforte elettrico, sintetizzatore A.R.P. 2600 e Odissey, clavinet
- Marco Gallesi - basso, basso fretless
- Furio Chirico - batteria

Vicolo
- Marco Cimino - pianoforte elettrico, sintetizzatore ARP Odissey
- Marco Gallesi - basso fretless
- Furio Chirico - batteria
- Claudio Montafia - flauto
- Rudy Passuello - fagotto

Arterio (sclerosi)
- Marco Cimino - pianoforte elettrico, sintetizztore ARP Odissey
- Claudio Montafia - chitarra
- Rudy Passuello - voce
- Marco Gallesi - basso
- Furio Chirico - batteria

Torino nella mente
- Marco Cimino - basso fretless, basso, pianoforte elettrico, sintetizzatori ARP Odissey e 2600, voce
- Claudio Montafia - flauto, chitarra, voce
- Furio Chirico - batteria
- Arturo Vitale - sassofono soprano

Mercato
- Arturo Vitale - pianoforte acustico, sassofono alto, voce
- Marco Cimino - sintetizzatore ARP Odissey
- Marco Gallesi - basso fretless
- Furio Chirico - batteria
- Gigi Fregapane - cori
- Gino Torni - cori

D'essay
- Marco Cimino - pianoforte elettrico, sintetizzatori ARP Odissey e 2600
- Rudy Passuello - voce
- Claudio Montafia - chitarra
- Marco Gallesi - basso
- Furio Chirico - batteria
- Flavio Boltro - tromba

Arti
- Claudio Montafia - chitarra
- Marco Cimino - pianoforte elettrico, teisco moog, voce
- Marco Gallesi - basso
- Furio Chirico - batteria

Sui tetti
- Marco Cimino - pianoforte elettrico, sintetizzatore ARP Odissey
- Marco Gallesi - basso fretless
- Furio Chirico - batteria[1][3]
- Arturo Vitale - sassofono alto, sassofono soprano
- Gigi Fregapane - cori
- Gino Torni - cori